# 東城インターチェンジ
東城インターチェンジ（とうじょうインターチェンジ）は、広島県庄原市東城町川東の中国自動車道のインターチェンジである。広島県警察高速道路交通警察隊東城分駐隊が併設されている。

## 道路
- E2A 中国自動車道（20番）

## 接続する道路
- 国道182号
- 国道314号

## 料金所
- ブース数:4

### 入口
- ブース数：2
  - ETC専用：1
  - 一般：1

### 出口
- ブース数：2
  - ETC専用：1
  - 一般（自動精算機）：1

## 周辺
- ENEOS東城インターSS
- フレスタ東城店
- 道の駅遊YOUさろん東城
- 帝釈峡 大自然の生み出した絶景・奇観。紅葉が美しい。（比婆道後帝釈国定公園）
- 東城駅
- 中国バス 東城出張所
  - 東城バス停（大阪 - 新見・三次線・福山駅 - 油木 - 東城駅線が停車）
- 備北交通・中国バス 東城小学校前バス停（広島 - 三次 - 庄原 - 東城線・東城市街地循環バス・東城廃止代替バス・福山駅 - 油木 - 東城駅線が停車）
- 備北交通 遊YOUさろん東城バス停（東城市街地循環バスが停車）

## 隣
E2A 中国自動車道
(19)新見IC/BS - 神郷PA/BS - 哲西BS - (20)東城IC - 帝釈峡PA - 帝釈BS - 本村PA - (21)庄原IC/BS